# Vulpia muralis
Vulpia muralis là một loài thực vật có hoa trong họ Hòa thảo. Loài này được (Kunth) Nees miêu tả khoa học đầu tiên năm 1847.